# 吉林大学白求恩第三医院
吉林大学白求恩第三医院（英語：The Third Bethune Hospital of Jilin University），又名吉林大学中日联谊医院（英語：China-Japan Union Hospital of Jilin University），创立于1949年11月，是一所集医疗、科研、教学、预防、保健、康复为一体的大型综合三级甲等医院，位于中华人民共和国吉林省长春市二道区仙台大街126号，总建筑面积34.46万平方米，拥有床位2590张，现有员工4519人，高级职称709人，博士生导师55人，硕士生导师244人，是卫生部直属医院。

## 历史沿革
医院前身是白求恩医科大学第三临床学院，成立于1949年11月，时为中国人民解放军长春医科大学外科学院，先后经历了中国人民解放军第三军医大学第三临床学院、中国人民解放军第一军医大学第三临床学院、吉林医科大学第三临床学院、白求恩医科大学第三临床学院时期。1993年7月，医院主体迁入位于长春市经济技术开发区的新址。新医院是由吉林省政府和长春市政府拨地、国家卫健委投资基建、日本政府无偿援助价值26亿日元先进设备而共同兴建的，为纪念中日两国人民及政府间的友谊，医院被命名为白求恩医科大学中日联谊医院。2000年，白求恩医科大学与吉林大学合并，医院更名为吉林大学中日联谊医院，后名称规范为吉林大学白求恩第三医院（吉林大学中日联谊医院）。

## 科室设置
吉林大学中日联谊医院拥有53个临床医技科室。

## 歷任領導
- 崔樹森（？～2020年[1]）
- 劉天㦸（2020年～2021年，原副院長升任）